# José González Fernández de la Bandera
José González y Fernández de la Bandera (Puebla de la Calzada, Badajoz, 1877 - Sevilla, 10 d'agost de 1936) va ser un metge i polític republicà espanyol. Va ser alcalde de Sevilla entre 1931 i 1933 i va morir assassinat pels revoltats poc després de l'esclat de la Guerra Civil espanyola.

## Biografia
Metge de professió, entre 1916 i 1920 va ser regidor a Sevilla en representació del Partit Liberal el principal representant del qual a la ciutat era llavors Pedro Rodríguez de la Borbolla Amozcótegui de Saavedra. Durant la dictadura de Primo de Rivera i el govern del general Berenguer va ser també regidor en diferents períodes en representació del Col·legi de Metges de Sevilla. Durant aquest període, va entrar en el Partit Radical de la mà de Martínez Barrio.
A les eleccions del 12 d'abril de 1931 va resultar escollit de nou regidor en les llistes de la Conjunció Republicano-Socialista. Després de la instauració de la Segona República va ser breument governador civil de Cadis (abril-maig de 1931). El juny de 1931 va ser escollit alcalde en substitució de Rodrigo Fernández y García de la Villa, de la mateixa coalició. La seva gestió municipal es va caracteritzar per l'intent d'esmenar la crisi econòmica i social en què es trobava la ciutat a conseqüència de la finalització de les obres de l'Exposició Iberoamericana de 1929 i la desastrosa administració dels alcaldes de la dictadura. Entre els anys 1929 i 1930 s'havia produït un important descens en la població de la ciutat que va passar de 250.000 habitants a 230.000 segons el padró municipal. A això s'unia una significativa agitació social, fruit de l'atur i de la precarietat laboral, amb nombroses vagues, promogudes fonamentalment per l'anarquisme.
Durant «la Sanjurjada» (10 d'agost de 1932), va ser detingut pels colpistes al costat dels principals dirigents republicans de la ciutat, com l'ex alcalde socialista Hermenegildo Casas Jiménez o el coronel Puigdendolas. Així que va tenir coneixement del cop, Labandera es va dirigir a l'ajuntament i va constituir un Comitè de Salvació Pública juntament amb els seus regidors i els líders polítics i sindicals de la ciutat. A l'ajuntament el va detenir el comandant Eleuterio Sánchez-Rubio Dávila, enviat per Sanjurjo, al capdavant d'un escamot de guàrdies d'assalt, i reclòs en la Caserna del Carmen. Abans de ser detingut, no obstant això, va tenir temps de decretar la vaga general dels serveis públics, la qual cosa fou un factor decisiu en el fracàs del cop Aquest fet no va ser oblidat per la dreta local i va ser un factor decisiu en el seu assassinat després de l'esclat de la Guerra Civil.
Membre del Partit Radical, va resultar elegit diputat per la província de Sevilla a les eleccions generals de 1933, per la qual cosa va haver de renunciar a l'alcaldia sevillana, el 30 de desembre d'aquest any. Al maig de 1934 abandona el Partit Republicà Radical juntament amb 18 diputats més per adherir-se al nou partit fundat per Diego Martínez Barrio, el Partit Radical Demòcrata, que posteriorment es fusionaria amb el Partit Republicà Radical Socialista de Gordón Ordás per formar Unió Republicana.
Dins de la seva activitat parlamentària, destaca la defensa que va realitzar de la Llei de Coordinació Sanitària de 1934 que finalment va resultar aprovada i pretenia entre altres coses la millora de la salut pública i la prevenció de malalties infeccioses.
A les eleccions de febrer de 1936 renova la seva acta de diputat per la província de Sevilla, com a candidat d'Unió Republicana dins les llistes del Front Popular. En constituir-se les noves Corts va ser-ne nomenat secretari de la Mesa.
El juliol del 1936, dos dies abans del cop militar es va traslladar de Madrid a Sevilla per iniciar-se el període de vacances parlamentàries. En aquesta ciutat li va sorprendre el cop d'estat del 18 de juliol de 1936. Va participar en les reunions al govern civil en les quals es tractava d'organitzar la resistència a la revolta, però després de la presa de la ciutat pels revoltats, va decidir amagar-se. El 30 de juliol es va presentar a les noves autoritats colpistes, sent immediatament detingut. Se li va instruir una causa per rebel·lió militar, sent acusat per haver estat "capitost de la revolta de 1932" (en referència a la seva resistència a la Sanjurjada). Queipo de Llano, que quatre anys abans havia presentat entre ovacions a Labandera en l'acte que a Madrid es desenvolupava en homenatge als protagonistes de la derrota del cop de Sanjurjo, va ordenar, o almenys va permetre, l'assassinat de Labandera. En la nit del 10 a l'11 d'agost, sense que la causa instruïda contra ell s'hagués substanciat, Labandera, juntament amb Manuel Barrios Jiménez, diputat socialista, Fermín de Zayas, funcionari municipal i secretari de la maçoneria andalusa, Emilio Barbero Núñez, tinent d'alcalde i militant d'Unió Republicana, i Blas Infante, notari i líder de l'incipient andalusisme, van ser "trets" per un escamot de falangistes i assassinat al km 4 de la carretera de Carmona, en el quart aniversari del fallit cop de Sanjurjo. Segons va declarar el delegat d'Ordre Públic de les noves autoritats un any després, "li va ser aplicat el Bàndol de Guerra".